# Ochrocarpos odoratus
Ochrocarpos odoratus là một loài thực vật có hoa trong họ Bứa. Loài này được (Raf.) Merr. mô tả khoa học đầu tiên năm 1945.